# Jean Charles Eugène Bordereaux
Jean Charles Eugène Bordereaux, né le 26 décembre 1869 à Rocroi (Ardennes), décédé le 6 mai 1942 à Mouzon (Ardennes), est un militaire français.
Général de brigade, Commandant d'armes, il est gouverneur militaire de la Place de Verdun.

## Biographie
Fils de Joseph Auguste Bordereaux, officier d'administration, adjoint principal de 1re classe du Génie à Chaumont, chevalier de la Légion d'honneur.
Il intègre l'École polytechnique en 1888 puis l’École d'application de l'artillerie du génie en 1890. Élève de l'École de guerre en 1900-1902, il s'illustre durant la Première Guerre mondiale, est blessé en juillet 1918, et est nommé général de brigade. Gouverneur de Verdun, Commandant supérieur de la défense des plans du groupe de Verdun, il est en 1929 auprès du maréchal Pétain pour saluer le Président de la République Doumergue lors de la commémoration du 13e anniversaire de la libération de la ville de Verdun .
Il est le père d'André Bordereaux, né le 20 septembre 1897 à Lunéville, lieutenant-colonel d'armée, héros de la résistance, l'un des chefs du Maquis des Manises, tué en 1944 aux Hautes-Rivières (Ardennes),.

## Carrière militaire
- Capitaine d'artillerie de 1901 à 1911
- Chef d'escadron de 1913 à 1915
- Lieutenant-colonel de 1916 à 1918
- Colonel par décret le 30 décembre 1918
- Général de brigade
- Gouverneur de Verdun

## Décorations
- Croix de guerre 1914–1918 avec palme
- Commandeur de l'ordre du Nichan Iftikhar
- Commandeur de l'ordre de Saint-Stanislas
- Chevalier de l'ordre du Dannebrog
- Chevalier de la Légion d'honneur par décret du 12 juillet 1911
- Officier de la Légion d'honneur par décret du 13 juillet 1915
- Commandeur de la Légion d'honneur par décret du 25 décembre 1929[5]